# Barra de Corazones
Barra de Corazones är en ort i Mexiko.   Den ligger i kommunen Tamiahua och delstaten Veracruz, i den sydöstra delen av landet, 270 km nordost om huvudstaden Mexico City. Barra de Corazones ligger 3 meter över havet och antalet invånare är 370.
Terrängen runt Barra de Corazones är mycket platt. Havet är nära Barra de Corazones österut.  Närmaste större samhälle är Tamiahua, 2,7 km nordväst om Barra de Corazones. 